# Кумані Михайло Миколайович (адмірал)
Кумані Михайло Миколайович (грец. Μιχαήλ Κουμάνης; нар. 1773 — пом. 18 травня 1865, Миколаїв, Херсонська губернія, Російська імперія) — російський адмірал грецького походження, син контрадмірала Миколи Петровича Кумані, батько генерала Миколи Михайловича Кумані.

## Життєпис
Михайло Миколайович Кумані народився приблизно в 1773 році у сім'ї відомого згодом чорноморського контрадмірала, грека за походженням, Миколи Петровича Кумані — вихідця з острова Кандія.
У 1789 році у віці близько 16 років Михайло Кумані вступив на службу до Чорноморського флоту гардемарином і на фрегаті «Покров Богородиці» брав участь у військовому крейсерстві Чорним морем. Наступного року його перевели на корабель «Іоан Богослов», яким командував його батько — капітан 1-го рангу Микола Петрович Кумані. У битві біля Хаджибея (нині — місто Одеса) корабель «Іоанн Богослов» вів завзятий бій із трьома турецькими кораблями.
У 1791 році Михайло отримав чин мічмана і на кораблі «Преображення» бився з турецьким флотом коло мису Каліакрія. З 1792 року, командуючи невеликими суднами, Кумані здійснював плавання Чорним морем. До 1805 року, командуючи різними судами, заходив в Миколаїв. Цього ж року його відрядили до Костроми, звідки Кумані привів до Миколаєва рекрутів для флоту.
З 1806 по 1810 роки командував різними судами у складі Середземноморської експедиції Д. М. Сенявіна, брав участь у блокаді Превези та захисту острова Санта-Мавра.
З 1817 по 1821 роки у чині капітана 2-го рангу служив у Миколаєві, займаючись гідрографічними роботами у Чорноморському гідрографічному депо. У 1822 році там же командував 29-м флотським екіпажем.
Під час російсько-турецької війни в 1828 році Кумані, командуючи кораблем «Пимен», у складі ескадри, очолюваної О. С. Грейгом, брав участь у штурмі Анапи, а потім і в облозі фортеці Варна. За події при облозі Варни отримав чин контрадмірала і був нагороджений золотою шаблею «За хоробрість». Тоді ж отримав в командування загін судів і опанував островом Святої Анастасії.
У 1829 році Кумані, що бачив вигідне для російського флоту становище турецького міста і фортеці Сизополь, запропонував адміралу Грейгу захопити це місто з моря. Грейг, як це було заведено тоді, доручив виконання операції її ініціатору. Кумані на чолі невеликої ескадри захопив місто та фортецю, після чого у Сізополі було створено оперативну базу Чорноморського флоту. За це Кумані був нагороджений орденом Святої Анни І ступеня, доповненим потім імператорською короною.
До 1835 року Кумані командував ескадрами на Чорному морі, виконуючи різні операції, необхідні флоту. У 1843 році в чині віцеадмірала був призначений членом Чорноморського інтендантства в Миколаєві. Тут він прожив до 1855 року, коли був підвищений до звання адмірала і переведений до Санкт-Петербурга членом Адміралтейств-колегії.
Знову повернувся до Миколаєва у 1859 році, коли отримав там у спадкове володіння казенний кам'яний будинок по вулиці Бульварній.
В останні роки життя займався історією Миколаєва та писав мемуари. Працював у портовому архіві, який, по суті, був архівом Чорноморського флоту. У 1861 році їм опублікована в «Морській збірці» велика стаття про історію та географію Миколаєва. Кумані докладно описав географію Миколаївського півострова, його геологію та гідрологію, природну рослинність, клімат та погоду у різні пори року. Ним докладно описані та миколаївські бульвари, сади та Ліски, розказано, які фруктові породи добре плодоносять та які декоративні дерева доцільно розводити. Кумані, спираючись на архівні матеріали, наводить відомості про заснування міста, про походження його назви, про будівництво першого корабля «Святий Миколай», про забудову Миколаєва та його заселення. Від Кумані стає вперше відомо про напад турків на хутір Фабра і вилучення цих земель для верфі на Інгулі, що зводить нанівець міф про те, що Миколаїв був заснований Потьомкіним на пустому місці.
Помер у Миколаєві у 1865 році. Похований там же, на Миколаївському некрополі разом зі своєю дружиною, Марією Євгенівною Кумані (померла 10 червня 1881 року).